# Megalith

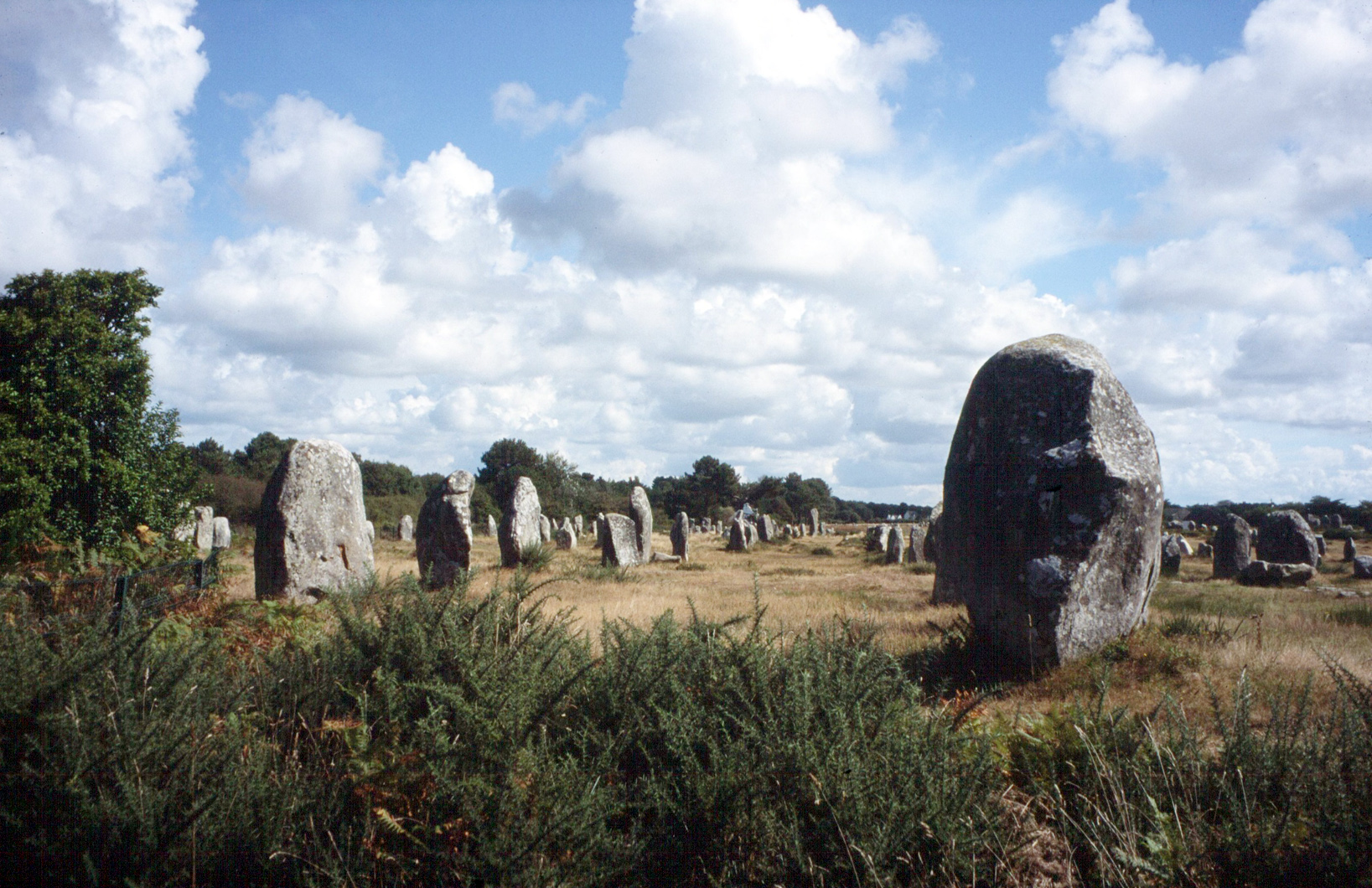
Megalithreihen bei Carnac, Bretagne, Frankreich

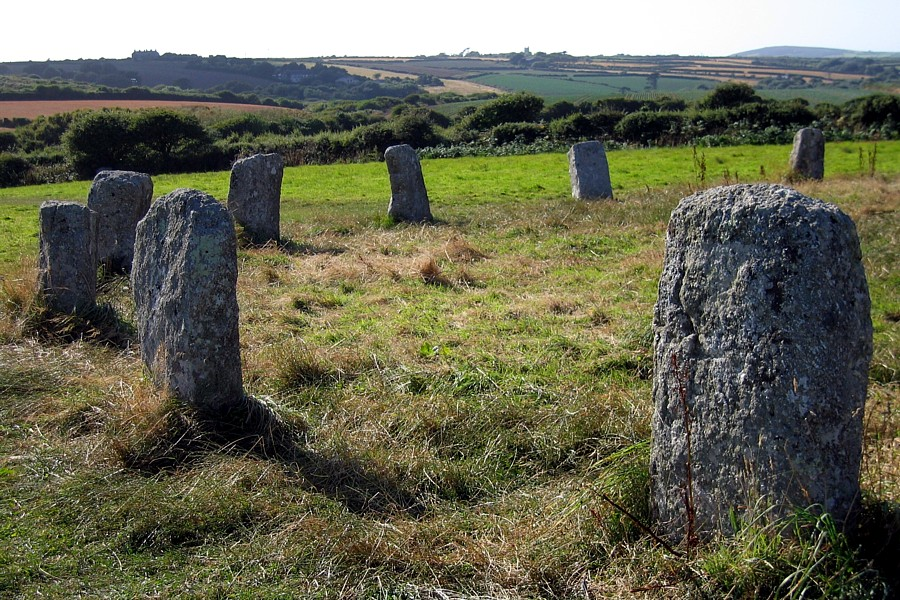
Steinkreis der Merry Maidens in Cornwall

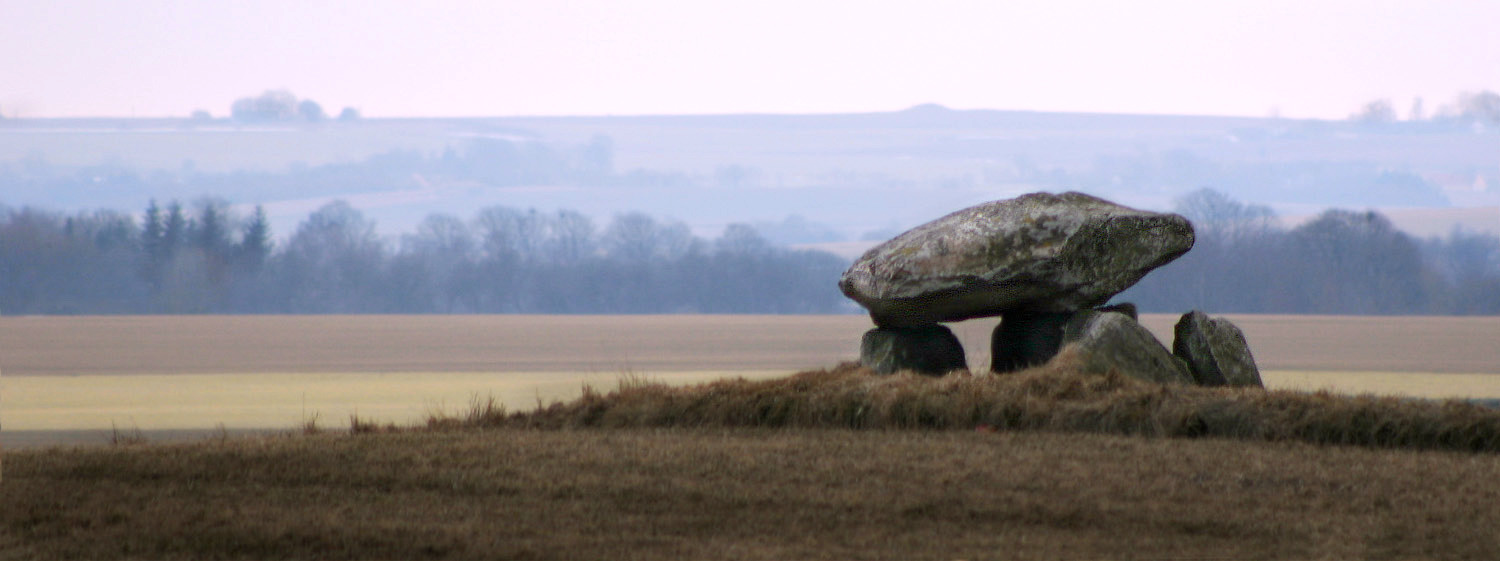
Dolmen bei Vinstrup, Randers Kommune, Dänemark

Als Megalith (von altgriechisch μέγας mégas „groß“ und λίθος líthos „Stein“) bezeichnet die ur- und frühgeschichtliche Archäologie einen großen, meist unbehauenen Steinblock, der aufgerichtet und allein oder mit weiteren großen Steinblöcken in Steinsetzungen positioniert wurde.

## Definition

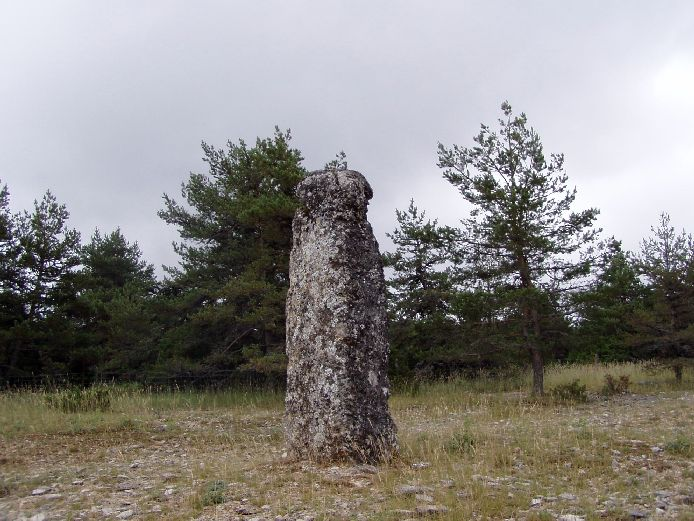
Menhir in den Cevennen

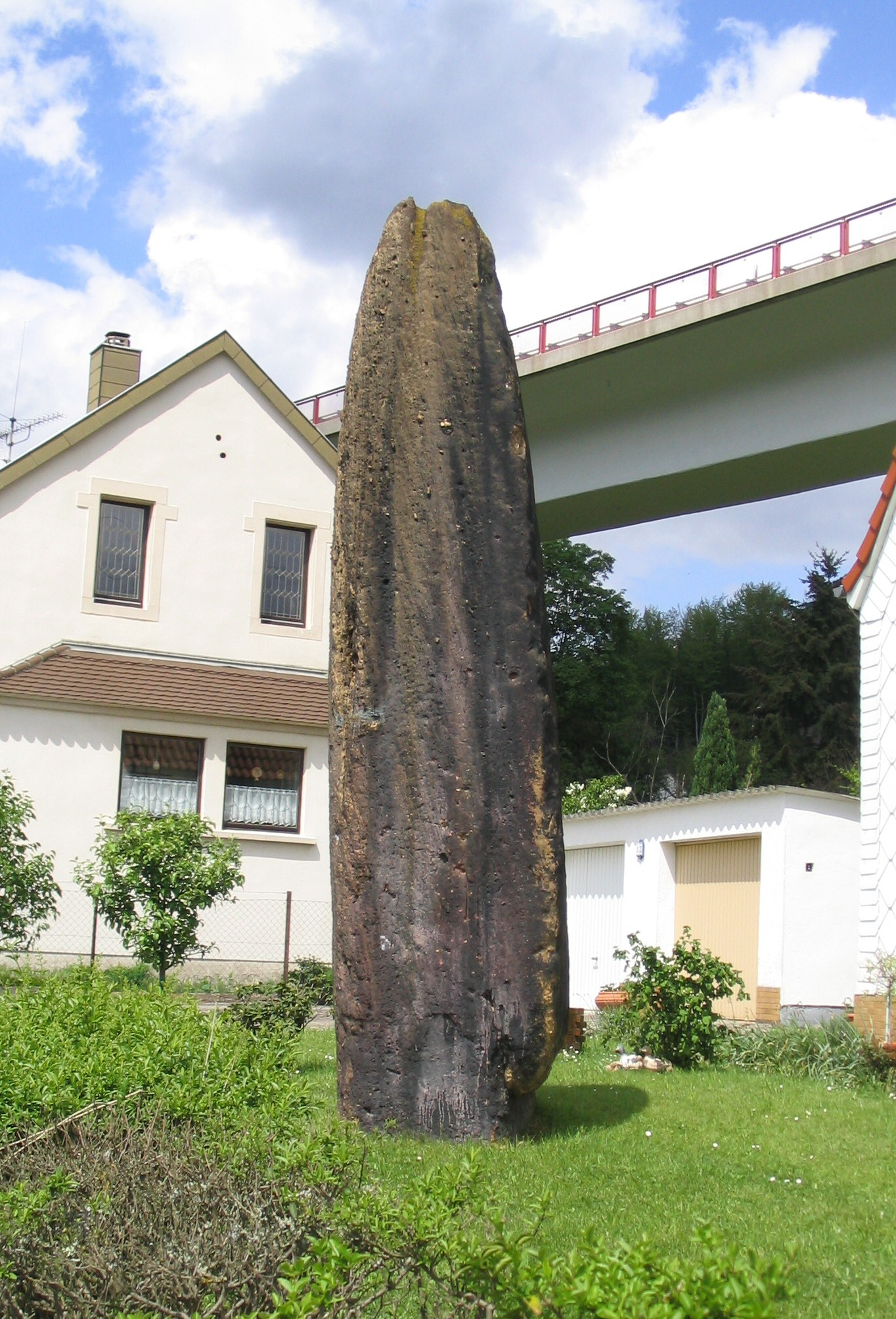
Der Spellenstein in Rentrisch, St. Ingbert

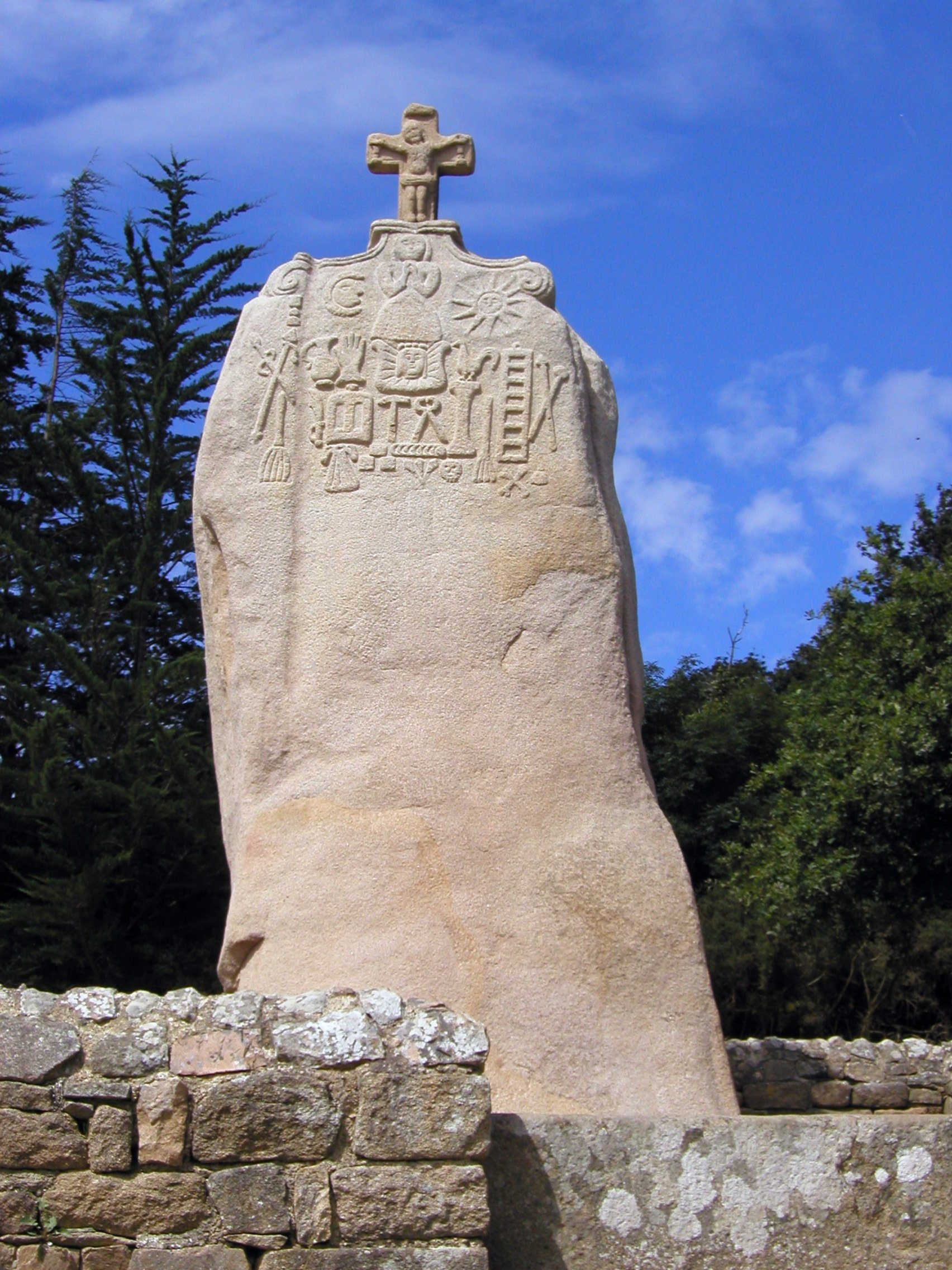
Der Menhir von St. Uzec in der Bretagne wurde durch das Anbringen verschiedener Symbole christianisiert

Als megalithisch wurden in Nord- und Westeuropa ursprünglich Großsteinsetzungen (Dolmen, von bretonisch taol ‚Tisch‘ und maen ‚Stein‘, also eigentlich „Steintisch“) und aufrecht stehende Steine bezeichnet, die entweder als Menhir einzeln stehen oder zu mehreren arrangiert sind, beispielsweise Steinkreise (Cromlechs) bilden.
1867 einigte man sich im zweiten Congrès International d’Anthropologie et d’Archéologie Préhistoriques darauf, nur Monumente aus nahezu unbehauenen Steinen als Megalithen zu bezeichnen, also beispielsweise nicht die ägyptischen Obelisken oder die Pariser Halle aux blés. Die Mauern von Tiryns wurden als zyklopisch, nicht als megalithisch bezeichnet. Diese Definition schließt zum Beispiel die Trilithe von Stonehenge und die megalithischen Tempel von Malta aus, die aus bearbeiteten Steinen zusammengesetzt sind. Auf die Unterschiede zwischen den älteren unbehauenen Steinmonumenten und den neueren, komplexeren Konstruktionen nach Erscheinungsbild und Funktion hat Colin Renfrew hingewiesen.
Glyn Daniel folgend bezeichnet man inzwischen nur jungsteinzeitliche Bauwerke aus großen Steinen als Megalithe, denn sonst wären, wie Daniel bemerkt, auch einige walisische Schweineställe als megalithisch zu bezeichnen.
Gordon Childe schlug 1946 vor, weitere Bauten einzuschließen:
- Gräber, die aus kleineren Steinen gebaut sind und ein Dach aus Kraggewölbe haben, wie die Gräber mit Kragsteingewölbe in Attika und Antiparos;
- Felsengräber, zum Beispiel in Sizilien, Etrurien und der Iberischen Halbinsel;
- kollektive Steinkisten, wie die Steinkisten von Attika und Antiparos.

Nach Childe sind nur Kollektivbestattungen als megalithisch zu klassifizieren. Geschlossene Steinkisten für Einzelbestattungen werden dagegen nicht eingeschlossen, auch wenn sie aus großen Steinen bestehen, wie einige Dolmen in Nordafrika und Palästina.
- Steinkreise können Teil einer megalithischen Bestattung sein oder unabhängig davon existieren.
- Megaxyle Architektur ist nach Childe von Megalithen zu unterscheiden: „Timber architecture was translated into stone – in England, Etruria, India – and such translation need not imply a megalithic complex.“
- Eingangssteine mit Seelenloch (Porthole slabs) sind Anzeichen megalithischer Architektur. Damit fallen auch die kaukasischen Steinkisten, die Nekropolis B von Tepe Sialk (Iran) und die Großsteingräber Indiens in diese Kategorie.

Childes Definition ist unhandlich und in Gegenden ohne Knochenerhaltung nicht zu gebrauchen, sie hat sich dementsprechend in der weiteren Forschung auch nicht durchgesetzt.
Karl Joseph Narr definierte 1956 Megalithbauten wie folgt:
- Bauten aus aufrecht stehenden unbearbeiteten Steinen (Orthostaten) mit darübergelegtem Deckstein „von einer gewissen, nicht genauer abgegrenzten Größe“,
- Menhire,
- Steinkreise (Cromlechs),
- Steinreihen.

Umstrittene Typen bleiben „große Anlagen aus kleineren Steinen“ und „in den Fels gehauene Anlagen“. Narr fügt dem hinzu, dass heute „wenig Neigung“ bestehe, Kuppelgräber und Gräberrunde, wie sie aus der mykenischen Bronzezeit bekannt sind, als megalithisch zu bezeichnen.

## Typologie
Die erste Einteilung der megalithischen Bauwerke Nordeuropas wurde von Oskar Montelius vorgenommen. Er unterschied Dolmen, Ganggräber und Steinkisten. Sein System wurde unter anderem von Sprockhoff und Schuldt erweitert. Inzwischen gibt es eine Vielzahl nationaler und regionaler Typologien, die sich nicht zu einem einheitlichen Sprachgebrauch kombinieren lassen. Daher schlugen Furholt et al. 2010 eine Klassifikation vor, die verschiedene Einzelmerkmale miteinander kombiniert.

## Kulturelle Einordnung
Die verschiedenen Megalithbauwerke Europas sowie anderer Kontinente lassen nicht notwendigerweise auf eine gemeinsame Kultur („Megalithkultur“) schließen. Keramik und andere Artefakte, die die Steinsetzungen begleiten, gehören nicht stets derselben Kultur an; das gilt auch für die am meisten verbreiteten Typen, also Menhire, Dolmen, Ganggräber oder Steinkisten. Nach anderen Autoren lässt die Ähnlichkeit der an der europäischen Atlantik- und Nordseeküste erhaltenen Megalithbauwerke auf eine genetische Verwandtschaft schließen, z. B. durch Kolonisation oder Kulturaustausch, auch wenn die begleitenden Artefakte nicht der gleichen Kultur angehören.

## Bauweise
In Europa bestehen zwischen den langlebigen, oftmals umgebauten megalithischen Anlagen und verwandten Stätten aus weniger dauerhaftem Material (wie Holzkreisen u. ä.) vielfältige Beziehungen, innerhalb deren man meist vergeblich nach einem Schema der Abhängigkeiten, der Chronologie und der geographischen Verbreitung sucht. Dies ist meist nur auf regionaler Ebene möglich. Die Frage, ob die verschiedenen regionalen Typen voneinander unabhängige Ursprünge oder eine gemeinsame Wurzel haben, ist noch offen. In Europa sind verschiedene Bauweisen bekannt, bei denen (zumindest teilweise) Megalithen eingesetzt wurden:

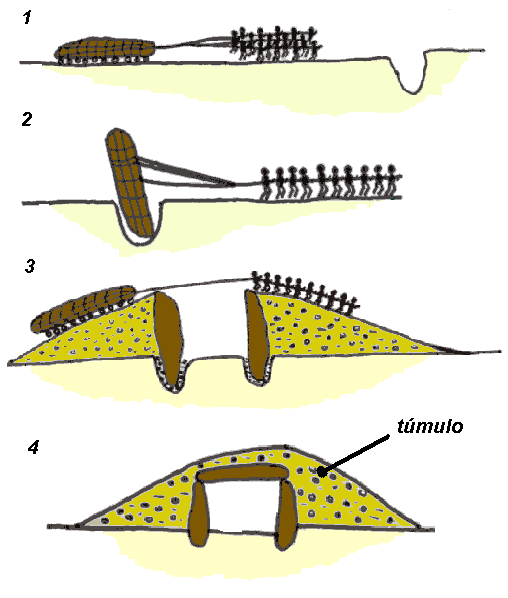
Hypothese zur Konstruktion eines Megalithgrabes

- in Skandinavien und dem nördlichen Mitteleuropa: Dolmen, Galeriegrab, Ganggrab, Großdolmen, Hünenbett ohne Kammer, Hünengrab, Steinkiste, Polygonaldolmen und Urdolmen;
- auf den Britischen Inseln: Boulder Burial, Cairn, Clava Cairn, Clyde tomb, Cotswold Severn tomb, Court tomb, Passage tomb, Portal tomb (Grabhügel mit Portalsteinen) und Wedge tomb;
- in Frankreich: Cairn, Galeriegrab, einfache Dolmen und Dolmen mit Seitenkammern;
- auf der Iberischen Halbinsel: Anta, Mámoa, Pedra Formosa;
- auf den Inseln des westlichen Mittelmeers: Gigantengrab, Naveta, Talayot, Taula, maltesische Tempel, Torre;
- überwiegend in Griechenland und Westanatolien meist im Umfeld der mykenischen Kultur: Tholos.

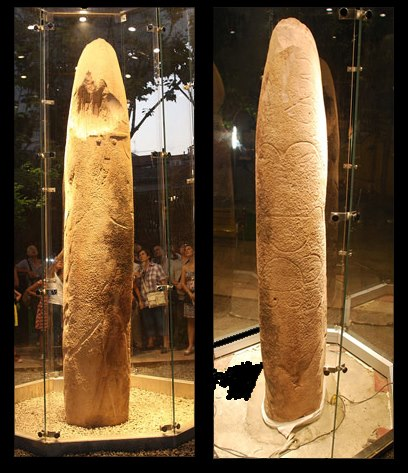
Statuenmenhir del Pla de les Pruneres (Mollet, Katalonien)

In Europa sind in einigen Regionen auch einzelne Megalithen (Menhire) oder Gruppen von Einzelsteinen in Steinsetzungen aufgestellt worden:
- Einzelsteine: Menhir, Baitylos, Statuenmenhir;
- Steinreihen;
- Steinkreise (Cromlechs): In Südost-Schottland gibt es Steinkreise mit liegenden Menhiren (recumbent Stone circles).

Aus der Eisenzeit oder dem Frühmittelalter stammende aufrecht stehende Steine oder ähnliche Megalithformen sind nicht zu den Megalithanlagen im engeren Sinn zu rechnen. Dazu gehören:
- Bautasteine,
- gotländische Bildsteine,
- Runensteine in Skandinavien,
- piktische Symbolsteine,
- Oghamsteine,
- Maskensteine,
- Cross Slabs und
- die eisenzeitlichen kannelierten Menhire der Bretagne.

Teilweise auch:
- Schiffssetzungen meist in Schweden,
- sonstige eisenzeitliche Steinsetzungen (Kreise, Halbkreise oder Alleen) vorwiegend in Frankreich, England,
- Baityloi aus der Römerzeit im Rahmen von Steinkulten

## Herkunft des Baumaterials
Die Steine der nordeuropäischen Megalithen stammen von den Ablagerungen der Eiszeiten (erratische Blöcke, Granite, Gneise und andere Gesteine). Viele der übrigen Megalithen wurden aus relativ weichen Sedimentgesteinen gebrochen.

## Neue Forschungen
Die Theoriebildung als auch die Kriterien für Einbezug oder Ausschluss als megalithisches Monument oder Bauwerk waren bis zuletzt eingeschränkt durch geringe Möglichkeiten zur Altersbestimmung: Damit fehlte eine wesentliche Kategorie, um Zugehörigkeiten oder Gleichzeitigkeit und Abfolgen über eine Datierung festzulegen.
Karl Joseph Narr hatte noch 1956 grundsätzlich darauf hingewiesen, dass „sich die prähistorische Megalithik nicht mit irgendeiner, durch archäologische Mittel herauszuarbeitenden Formengruppe deckt oder mit einiger Wahrscheinlichkeit als in einem derart aufgestellten Komplex wurzelnd erweisen läßt.“
2015 begann ein Projekt der Universität Göteborg, das unter Leitung der Jungsteinzeitforscherin Bettina Schulz Paulsson insgesamt 35.000 auf dem europäischen Festland und im westlichen Mittelmeerraum existierende Megalith-Objekte auch mit vorliegenden älteren Befunden erschloss. Dabei wurde mit der inzwischen deutlich verbesserten Analysetechnik der Radiokarbonmethode „das Alter von 2410 Fundstellen anhand von zum Teil bereits früher untersuchten Proben im Kontext der Megalithbauten und von gleich alten Artefakten benachbarter Kulturen (bestimmt).“ Schulz Paulsson fasste 2017 die Arbeit in Buchform zusammen; anderthalb Jahre später veröffentlichte die wissenschaftliche Fachzeitschrift PNAS (Proceedings of the National Academy of Sciences of the United States of America) ihren Bericht und konstituierte sie damit als Grundlagenforschung. Zu den Resultaten der Forschungen siehe: Deutungen

## Vorkommen

### In Europa

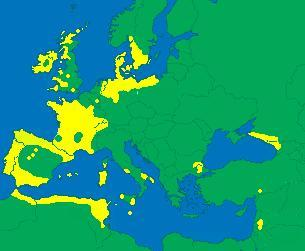
Verbreitungskarte von Megalithen in Europa, Vorderasien und Nordafrika

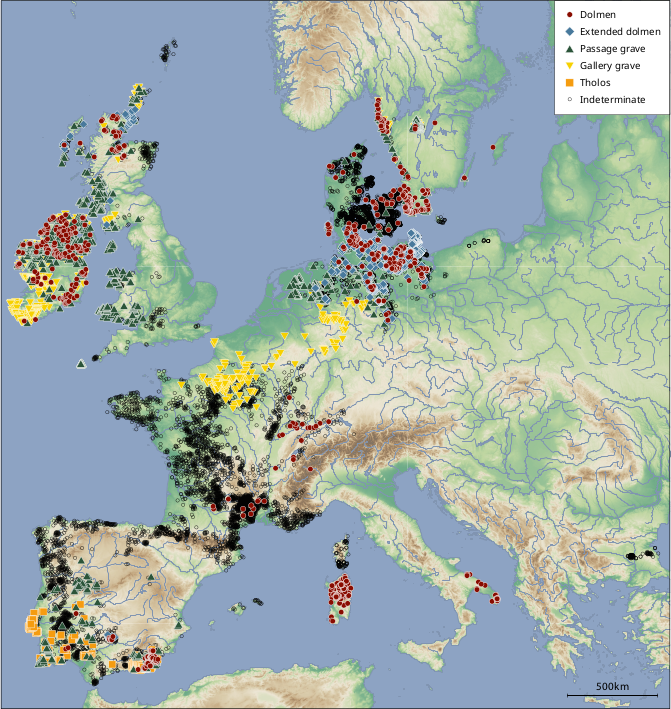
Verbreitung verschiedener Megalithgrabtypen in Europa

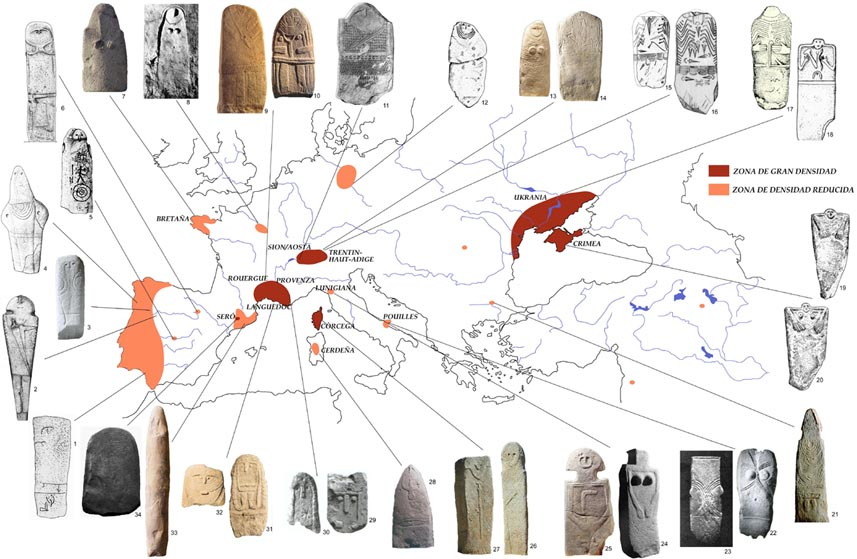
Karte mit Statuenmenhiren in Europa

Der Bau mit Megalithen (französisch pierre dressée) erfolgte in Europa etwa zwischen 5000 v. Chr. (Bretagne) und 800 v. Chr., als die letzten Großsteine auf Sardinien verbaut wurden. Die Menhire finden sich primär in Süd- und Westeuropa.
Viele Megalithanlagen wurden seit der Industrialisierung zerstört. Megalithen fielen Flurbereinigungen, landschaftlichen Projekten oder dem Kirchen- und Hafenbau zum Opfer. In Norddeutschland wurden sie zum Deichbau und in zerkleinerter Form als Straßenpflaster verwendet.
- In Großbritannien und Irland sind zahlreiche Anlagen erhalten. In Irland existieren etwa 1600 Megalithgräber.[15]

- Über 900 Megalithbauten liegen in Deutschland in den drei großen Küstenländern sowie in Nordrhein-Westfalen, Brandenburg und Sachsen-Anhalt, einige wenige im südlichen Baden-Württemberg. Allerdings verweist Johannes Müller darauf, dass 11.658 Monumente bekannt sind (viele zerstört und aus Akten belegt).[16]

- 53 Großsteingräber in den Niederlanden sind erhalten.
- In Belgien sind die fünf Megalithanlagen bei Wéris hervorzuheben, von denen heute noch drei erhalten sind.
- Dänemark hat noch über 2067 Anlagen (von einst etwa 5000), davon mehr als ein Viertel in den ehemaligen Ämtern Holbæk (317) und Sorø (245) im westlichen Sjælland. Johannes Müller rechnet damit, dass einst mindestens 7.300 Stück existierten.
- In Schweden existieren noch mehr als 450 Anlagen (von einst etwa 650).

Johannes Müller geht davon aus, dass ursprünglich etwa 75.000 Megalithen in Norddeutschland und Südskandinavien errichtet worden sind.
- Größere Megalithanlagen in der Schweiz umfassen den Menhir von Bonvillars, das Alignement von Clendy, den Parc la Mutta in Falera, die Steinreihe von Lutry und den Chemin des Collines in Sion.
- Die Zahlen der Megalithanlagen in Polen sind nicht verlässlich, aber in den deutschen Vorkriegszahlen enthalten.
- Auch in Südrussland gibt es Megalithen.
- Zahlreiche Megalithen finden sich in Portugal (v. a. bei Évora).

### Außerhalb Europas
Megalithen finden sich in Georgien, der Türkei, Syrien und Palästina, in Indien, Indochina, Indonesien und Korea sowie in Afrika (Nordafrika, Äthiopien und Madagaskar), ohne dass eine genetische Verbindung zwischen den Steinsetzungen dieser Standorte bestehen muss. Eine geologische Kuriosität ist der zweigeteilte Al-Naslaa-Megalith bei der Oase Tayma in Saudi-Arabien. Auch die Moai-Statuen der Osterinsel, die Olmekenköpfe, einige wenige toltekische und aztekische Statuen sowie mehrere Monumente der Ruinenstätte Tiwanaku werden als „megalithisch“ bezeichnet (auch wenn nicht alle der hier verwendeten Definition („nahezu unbehauene Steine“) entsprechen). Max Uhle schlägt für die Tiwanaku-Architektur die Bezeichnung „megalithische Architektur“ vor.

## Deutung
In vielen Fällen ist heute unbekannt, welchen Zwecken Megalithbauten dienten und warum sie errichtet wurden. Oft dienten sie als Gräber und für religiöse Zwecke. Manchmal kommt eine Funktion als Mahnmal, als Grenzmarkierung oder als Symbol für politische Macht in Betracht. Auch eine Bedeutung für astronomische Berechnungen wird bei manchen Objekten erwogen, beispielsweise das Observatorium von Nabta-Playa in Südägypten.
Die Größe der Steine verleitete die Menschen früher dazu, an Hünen (Riesen) zu glauben, welche die Steine transportiert haben müssten. Dies zeigt sich auch noch in der Etymologie der Bezeichnung „Hinkelstein“: Durch einen Verständnisfehler wurde aus dem „Hünenstein“ erst ein „Hühnerstein“. Im südwestdeutschen Raum gibt es für „Hühner“ die Dialektworte Hünkel oder Hinkel – so kam es zu der deutschen Wortbildung „Hinkelstein“. Mit der Christianisierung entstanden Legenden über das Entstehen von Megalithen durch Teufels Hand. Einige tragen den Teufel im Namen (Teufelssteine, Devil’s Arrows, Devils Circles etc.).
Ab dem 18. und 19. Jahrhundert interessierte man sich wieder für die Megalithanlagen. Damals glaubten viele, die Bauwerke seien auf die Druiden der Kelten zurückzuführen, wie etwa der englische Antiquar William Stukeley.

## Nichtmegalithische Traditionen in Europa
Megalithanlagen konnten nur dort entstehen, wo Steine mit den Mitteln der jeweiligen Zeit zu transportieren und anzuordnen waren. Im Gebiet der Trichterbecherkultur (TBK) waren das im Wesentlichen die erratischen Blöcke der Eiszeiten, die nur zu transportieren oder ggf. zu spalten waren. Wo Findlinge nicht in ausreichender Menge und Größe vorhanden waren, entstanden andere Bauten, z. B. im Bereich der südlichen TBK die Totenhütten und die Kammeranlagen in der Mittelgebirgszone Deutschlands (südlich des Mittellandkanals), im Wesentlichen zwischen Weser und Saale.